# 杭州互联网法院
杭州互联网法院，牌子挂在杭州铁路运输法院，是中华人民共和国乃至世界上首家互联网法院。

## 沿革
2015年4月，浙江省高级人民法院确定由杭州市西湖区人民法院、杭州市滨江区人民法院、杭州市余杭区人民法院这三家基层人民法院以及浙江省杭州市中级人民法院开展电子商务网上法庭试点，其中杭州市西湖区人民法院审理互联网金融纠纷和电子督促案件，杭州市滨江区人民法院审理知识产权纠纷案件，杭州市余杭区人民法院审理网络交易纠纷案件，浙江省杭州市中级人民法院审理前述纠纷的上诉案件。截至2017年4月，电子商务网上法庭已处理涉网购、网络支付等纠纷将近2万件。浙江省全省已有15家法院加入电子商务网上法庭平台。电子商务网上法庭已实现起诉、调解、立案（管辖异议）、举证、质证、开庭、判决等诉讼环节的全程网络化。
2017年1月，浙江省高级人民法院院长陈国猛公开表示，浙江法院将推动设立杭州网络法院，促进网络法治的健全发展。杭州网络法院是基于杭州法院系统的电子商务网上法庭而建。
2017年全国两会期间，全国政协委员、民进浙江省委副主委赵光育建议，应设立中国（杭州）互联网法院。他在提出建议时表示，近年来在杭州的电子商务平台自身处理的纠纷数以万计，杭州市各基层人民法院受理的电子商务案件已经自2013年的600多件增至2016年的上万件。
另一方面，自2016年起，杭州铁路运输法院开展涉及知识产权、互联网案件及部分行政案件跨区域管辖和审判的转型试点。2017年4月，最高人民法院批复同意由杭州铁路运输法院集中管辖杭州地区的5类涉网案件。2017年5月1日至6月20日，杭州铁路运输法院共收到涉网案件申请1896件，其中正式立案的有1446件。
2017年6月26日，中共中央总书记、国家主席、中央军委主席、中央全面深化改革领导小组组长习近平主持召开中央全面深化改革领导小组第三十六次会议并发表讲话，会议审议通过了《关于设立杭州互联网法院的方案》。会议称，设立该法院“是司法主动适应互联网发展大趋势的一项重大制度创新。要按照依法有序、积极稳妥、遵循司法规律、满足群众需求的要求，探索涉网案件诉讼规则，完善审理机制，提升审判效能，为维护网络安全、化解涉网纠纷、促进互联网和经济社会深度融合等提供司法保障。”
2017年8月16日，杭州市第十三届人民代表大会常务委员会第四次会议任命了杭州互联网法院院长、副院长、审判员。2017年8月18日，杭州互联网法院正式揭牌，牌子挂在杭州铁路运输法院。

## 法院特色
由于该院为互联网法院，所以在该院受理的所有案件，全部在互联网完成。该院设有“网上诉讼平台”，当事人在该平台使用手机号码注册账号后，可通过该平台递交起诉状和相应的证据材料，勾选所需依据的法律条文，之后系统会自动提取电子商务平台的当事人身份信息、网上交易过程及各类表单数据，全程起诉立案的时间为5分钟左右。同时，系统会自动计算诉讼费用，当事人可通过支付宝或网银缴纳。随后将自动向被告送达诉讼信息，被告可登陆平台查看提出抗辩。该院平均开庭时间为25分钟，平均审限32天，开庭案件实现100%在线庭审、在线判决、网上送达，体现了以互联网方式审理互联网案件的效率、公开、便民优势。截至2017年8月15日，该院共立案2605件，审理结案1444件，全部为“在线审理”。
该院的法庭与普通法院法庭相比，不设原告、被告席和书记员，仅设法官（审判员），且采用语音识别系统进行记录。法官面前设有一块大屏幕，在线隔空审理案件，与多人视频模式相似。而屏幕上显示原告与被告所处的地理位置。庭审期间，法官可以随时在屏幕上点击查看证据材料等各类诉讼文件，系统还会自动梳理出类似案例供法官参考。

## 管辖
根据最高人民法院的实施方案，杭州互联网法院集中管辖杭州市辖区内基层人民法院有管辖权的下列涉互联网一审案件：
- 1、互联网购物、服务、小额金融借款等合同纠纷；
- 2、互联网著作权权属、侵权纠纷；
- 3、利用互联网侵害他人人格权纠纷；
- 4、互联网购物产品责任侵权纠纷；
- 5、互联网域名纠纷；
- 6、因互联网行政管理引发的行政纠纷；
- 7、上级人民法院指定杭州互联网法院管辖其他涉互联网民事、行政案件。

未来，杭州互联网法院还将逐步拓展案件范围。

## 历任院长
- 杜前（2017年8月16日—2021年6月）[5]
- 洪学军（2021年6月—2023年6月）
- 陈增宝（2023年6月—）

## 知名案例
- 2017年8月18日，《后宫甄嬛传》作者流潋紫（本名吴雪岚），向本院起诉广州网易计算机系统有限公司和网易（杭州）网络有限公司未经授权，在其网站“网易云阅读”通过收取费用的方式，非法向公众提供其作品《后宫甄嬛传》的在线阅读服务。原告请求判令两被告立即停止侵权、删除涉案作，并共同赔偿原告经济损失及为调查被告侵权行为和起诉被告支付的合理费用以及本案全部诉讼费用。该案成为杭州互联网法院揭牌后审理的第一起案件[11]。
- 2018年8月20日，杭州互联网法院就动画片《小猪佩奇》著作权方诉汕头市聚凡电子商务有限公司、汕头市嘉乐玩具实业有限公司著作权纠纷案作出一审判决，认为两公司售卖的宣称“正版授权”的“小猪佩奇厨房小天地”玩具未获得合法授权，判令两公司于判决生效10日内赔偿版权方经济损失，共计15万元[12]。
- 2018年10月23日，杭州互联网法院受理艺人刘德华诉浙江某科技公司肖像权、姓名权侵权纠纷案，将择日开庭审理。此前在2016年7月，刘德华的经纪公司“亨泰寰宇有限公司”公开发布两封声明函，否认其代言净水器产品[13]。
- 2019年11月19日，杭州互联网法院通过在线方式对公益诉讼起诉人杭州市西湖区人民检察院诉瞿某某侵害烈士董存瑞、黄继光名誉权两案合并公开开庭审理。该院审理查明，瞿某某经营的网店销售的贴画存在侵害董存瑞、黄继光的内容。杭州市西湖区人民检察院向杭州互联网法院提起民事公益诉讼，请求判令瞿某某停止侵权，并在媒体公开赔礼道歉，消除影响。法院当庭接受杭州市西湖区人民检察院的请求，被告当庭表示服判，并向社会各界道歉[14]。
- 2019年11月26日，杭州互联网法院审理闫某诉浙江喜来登度假村有限公司案。该院审理查明，河南籍女子闫某于2019年7月在一家求职网站投递简历，应聘浙江喜来登度假村有限公司（非美国连锁酒店喜来登旗下门店）的“法务”和“董事长助理”两个职位，翌日，公司以“河南人”为由拒绝录用闫某，后闫某要求对方赔偿精神损失6万元并赔礼道歉。法院经审理认为，浙江喜来登公司侵害了小闫的平等就业权，判其赔偿小闫精神损失费9000元，合理维权费用1000元，共计1万元，并被判向小闫进行口头道歉，在《法制日报》登报道歉[15]。